# 貝古尼什契納
46°25′17.076″N 14°13′45.5154″E / 46.42141000°N 14.229309833°E

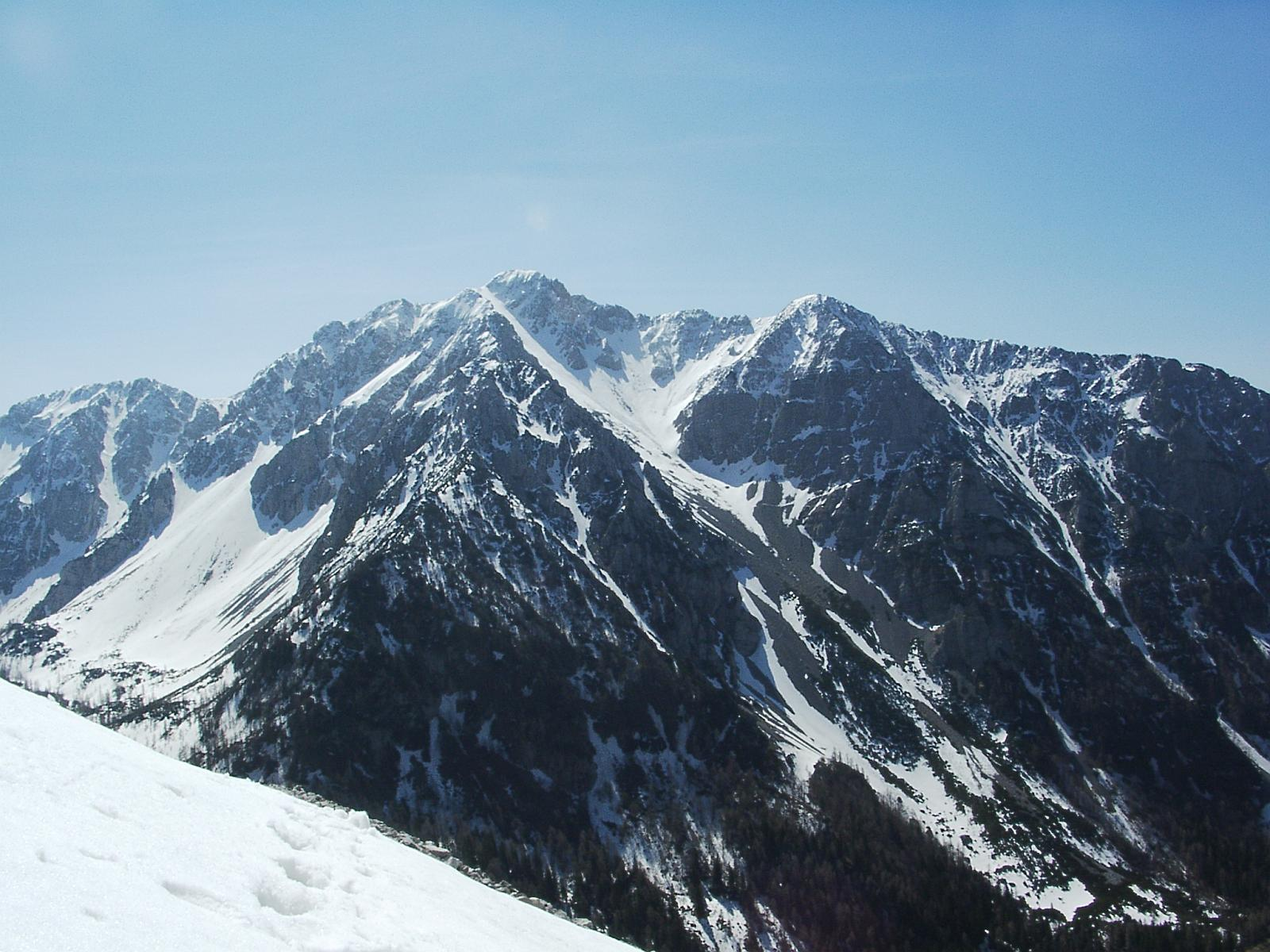

貝古尼什契納，是斯洛文尼亞的山峰，位於該國西北部，由拉多夫利察負責管轄，屬於卡拉萬克斯山脈的一部分，海拔高度1,534米，每年平均降雨量2,160毫米。